# 2022年世界水泳選手権ミクロネシア連邦選手団
2022年世界水泳選手権ミクロネシア連邦選手団は、2022年6月18日から7月3日までハンガリーのブダペストで開催された第19回世界水泳選手権のミクロネシア連邦選手団、およびその競技結果。

## 選手団
- 人員: 選手 3人

## 選手名簿・結果
| 選手               | 種目              | 予選      | 予選 | 準決勝   | 準決勝   | 決勝     | 決勝     |
| 選手               | 種目              | 結果      | 順位 | 結果     | 順位     | 結果     | 順位     |
| ------------------ | ----------------- | --------- | ---- | -------- | -------- | -------- | -------- |
| カイラー・キーレン | 男子50m自由形     | 27秒56    | 85位 | 予選敗退 | 予選敗退 | 予選敗退 | 予選敗退 |
| カイラー・キーレン | 男子100m自由形    | 1分00秒72 | 94位 | 予選敗退 | 予選敗退 | 予選敗退 | 予選敗退 |
| タシ・リムティアコ | 男子50m平泳ぎ     | 29秒23    | 41位 | 予選敗退 | 予選敗退 | 予選敗退 | 予選敗退 |
| タシ・リムティアコ | 男子100m平泳ぎ    | 1分04秒63 | 48位 | 予選敗退 | 予選敗退 | 予選敗退 | 予選敗退 |
| ケストラ・キーレン | 女子50m平泳ぎ     | 38秒97    | 52位 | 予選敗退 | 予選敗退 | 予選敗退 | 予選敗退 |
| ケストラ・キーレン | 女子50mバタフライ | 31秒76    | 57位 | 予選敗退 | 予選敗退 | 予選敗退 | 予選敗退 |